# Eva Maria Bauer
Pour les articles homonymes, voir Bauer.
Eva Maria Bauer est une actrice et actrice de doublage allemande née le 21 octobre 1923 à Hambourg et morte au même endroit le 17 mai 2006.

## Biographie et carrière
Eva Maria Bauer commence sa carrière d’actrice dans les années 1940. Elle joue sur de petites scènes à Oldenbourg et Leer, puis à Hambourg au Ernst Deutsch Theater, au Hamburger Kammerspiele et au Théâtre Thalia. Dans ce dernier, elle a longtemps fait partie de l'ensemble.
Sa percée à la télévision et au cinéma sera atteinte seulement lorsqu’elle atteindra plus de 60 ans. Elle devient l’infirmière en chef Hildegard Zeisig dans la série à succès de ZDF La Clinique de la Forêt-Noire. Elle incarne également de nombreux rôles dans des séries telles que Derrick, Le Renard, Tatort. Cependant, son rôle d'infirmière en chef demeure une partie intégrante de son image.
En tant qu'actrice de doublage, elle a prêté sa voix à Gloria Grahame (La vie est belle), Giulietta Masina (Il Bidone) et Lilli Palmer (L’honorable Monsieur Sans-Gêne).
Eva Maria Bauer a vécu à Hambourg jusqu'à sa mort. Elle est décédée à l'hôpital général de Hambourg-Wandsbek d'un cancer  et a été enterrée au cimetière d'Ohlsdorf.

## Filmographie (sélection)
- 1969 : Les Cavaliers de la route
- 1973 : Tatort – Platzverweis für Trimmel
- 1977 : Tatort – Das Mädchen von gegenüber
- 1985-1989 : La Clinique de la Forêt-Noire (52 épisodes)
- 1986-2003 : Le Renard (11 épisodes)
- 1990-1994 : Derrick (4 épisodes) [7]
  - 1990 : Assurance retraite (Solo für Vier)
  - 1991 : Renata (Caprese in der Stadt)
  - 1994 : Une sœur envahissante (Das Thema)
  - 1994 :  Fin du voyage (Eine Endstation)
- 1995 : Tatort – Rückfällig
- 2005 : La  Clinique de la Forêt-Noire (deux épisodes)

## Actrice de doublage (sélection)

### Films
- 1944 : L'Honorable Monsieur Sans-Gêne : Rikki Krausner (Lilly Palmer)
- 1946 :  La vie est belle : Violet Bick (Gloria Grahame)
- 1955 : Il bidone : Iris, l'épouse de Picasso (Giulietta Masina)

### Séries
- 1959–1973 : Bonanza - Episode : Souvenirs d’un voyage : Rachel (Dee Carroll)
- 1959–1973 : Bonanza - Episode : L’enlèvement : Harriet (Laurie Mitchell)
- 1959–1973 : Bonanza - Episode : L’Homme de la Loi : Vicki (Rosalind Roberts)
- 1958–1964 : 77 Sunset Strip - Episode 4 : Mrs. Selkirk (Dolores Donlon)
- 1959–1963 : Les Incorruptibles -  Episode : Tribunal Secret : Hannah 'Lucy' Wagnall (Joan Blondell)
- 1960–1961 : Destination Danger - Episode : Le Masque de l’Amour : Maria Gomez (Maxine Audley)
- 1960–1961 : Destination Danger - Episode : Le Colonel Rodriguez : Joan Bernard (Honor Blackman)
- 1960–1961 : Destination Danger - Episode : Fünf Millionen in Gold : Gina Scarlotti (Barbara Shelley)
- 1960–1961 : Destination Danger - Episode : Deux sœurs : Nadia Sandor (May Zetterling)
- 1963–1967 : Le Fugitif - Episode : La fille de la petite Egypte : Doris Clements (June Dayton)
- 1963–1967 : Le Fugitif - Episode : Wings of an Angel : Miss Jay (Ann Loos)
- 1965–1974 : Sur la piste du crime - Episode : Vol sans escale : Ann King (Priscilla Morrill)
- 1965–1974 : Sur la piste du crime - Episode : Le fauve : Aline Spencer (Norma Connolly)
- 1970–1971 : Temporel  - Episode : L’heure du crime : Mrs. Willoughby (Ruth Kettlewell)
- 1972–1974 : Prince noir : Amy Winthrop (Charlotte Mitchell)
- 1976: Spencer's Pilots : Episode : The Hichhickers : Kellnerin (Marcia Lewis)
- 1982–1987 : Fame : Episode: Les Professeurs : Renée (Joan Crosby)